# Herb gminy Zawoja
Herb gminy Zawoja – jeden z symboli gminy Zawoja, ustanowiony 15 lutego 1996.

## Wygląd i symbolika
Herb przedstawia na tarczy dzielonej z lewa w skos pod kątem około 30 stopni na trzy pasy: niebieski, zielony i czerwony dwa żółte skrzyżowane grabie.